# CD2
https://decs.bvsalud.org/es/ths/resource/?id=24524#:~:text=El%20CD%20(del%20ingl%C3%A9s%2C%20%22,o%20una%20etapa%20de%20diferenciaci%C3%B3n.CD2Archivo:CD2+antigen.pngEstructuras+disponiblesPDBBuscar+ortólogos:+PDBe,+RCSB+++++++++ Lista+de+códigos+PDB1CDB+,+1GYA+,+1HNF+,+1L2Z+,+1QA9+,+2J6O+,+2J7I+IdentificadoresSímbolos+LFA-2;+SRBC;+T11IdentificadoresexternosOMIM:+186990+HomoloGene:+1338+EBI:+CD2GeneCards:+Gen+CD2UniProt:+CD2LocusCr.+1+p13++++++++++              Ontología+génicaReferencias:+AmiGO+/+QuickGOPatrón+de+expresión+de+ARNmArchivo:PBB+GE+CD2+205831+at+tn.pngMás+informaciónOrtólogosEspeciesHumano+++++++++++++++++++++++++++++++++Ratón+++++++++++++++++++++++++++++++Entrez914+++++++++++++++++++++++++++++++++12481+++++++++++++++++++++++++++++++EnsemblVéase+HS+++++++++++++++++++++++++++++++++Véase+MM+++++++++++++++++++++++++++++++UniProtP06729++++++++++++++++++++++++++++++++++P08920++++++++++++++++++++++++++++++++RefSeq(ARNm)NM_001767+++++++++++++++++++++++++++++++++NM_013486+++++++++++++++++++++++++++++++RefSeq(proteína)+NCBINP_001758+++++++++++++++++++++++++++++++++NP_038514+++++++++++++++++++++++++++++++Ubicación+(UCSC)++++++++++++++++++++++++++++++++++++++++++++++++++++++++++++++++PubMed+(Búsqueda)++++++++++++++++++++++++++++++++++++++++++++++++++++++++++++++++%5Beditar+datos+en+Wikidata%5D
CD2 (Cúmulo de diferenciación 2 o cluster of differentation, en inglés), es una glucoproteína de 50 kDa, de la familia de las inmunoglobulinas, su acción consiste en la mediación en la adhesión de las células T activadas y los timocitos con las células presentadoras de antígenos y las células diana. Además, estos grupos de anticuerpos monoclonales (Ac), muestran una reactividad similar con ciertas subpoblaciones de antígenos (Ag) de una línea celular particular o una etapa de diferenciación que ayuda a distinguir los grupos sanguíneos del sistema AB0.

## Función
Es un marcador de todas las células T y aparece temprano en la maduración de los linfocitos en el timo. También es conocida como LFA-2 (antígeno 2 de función leucocitaria), T11, OKT1 o receptor SRBC. En su función como co-receptores de la membrana del linfocito T, un CD2 incrementa la estabilidad de la interacción entre la célula T4 y la célula presentadora de antígeno (APC) respectiva actuando como receptor para la molécula LFA-3 (CD58) en la membrana del APC. 
Esta y otras molécula son co-estimuladoras y su interacción con sus receptores o ligandos determinará si el linfocito T responderá frente a los antígeno presentados por las células presentadoras del antígeno. 
Sobre la célula presentadora de antígeno que esté en interacción con la Célula T, la unión del CD2 con su ligando LFA-3 (CD58) le estimula a producir interleucina-1 (IL-1).
- Datos: Q2630678